# پلینیوس
گایوس پلینیوس دوم (۲۳ - ۷۹ میلادی) معروف به پلینی بزرگ، پلینی مهتر یا پلینی پیرتر، طبیعیدان، فیلسوف طبیعی و نویسندهٔ رومی و مولف دانشنامهٔ تاریخ طبیعی بوده‌است. گاه به اشتباه او را با بَلینوس یکسان دانسته‌اند.

## زندگی
او در کوموی ایتالیا (نه در ورونا) زاده شد. در کودکی (سال ۳۵ میلادی) پدرش او را به روم برد و در آنجا دانش‌آموختگی خود را کامل کرد و به خدمت سربازی تحت نظر دوست پدرش پومپونیوس سکوندوس که یک شاعر و فرماندهٔ ارتشی بود، پرداخت. کسی که شوق کسب دانش را در او ایجاد نمود. دو سده پس از مرگ گراکوس، او برخی از دست‌نوشته‌های گراکوس را در کتابخانهٔ استادش یافت.

## مرگ

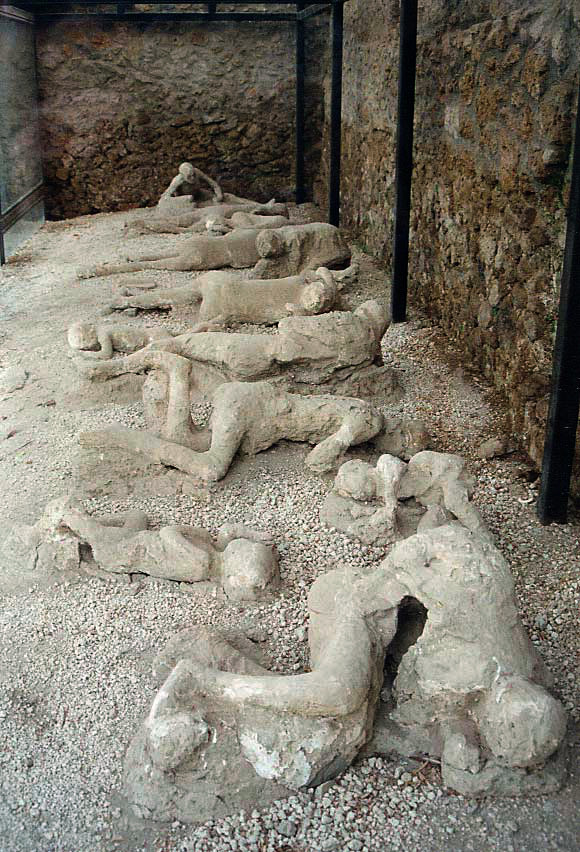
گروهی از قربانیان آتشفشان

مرگ پلینی در واقعه آتشفشان وزوو روی داد. او به دو دلیل تصمیم می‌گیرد که با عبور از خلیج ناپل به آتشفشان در حال فوران نزدیک شود. اول به این دلیل که قصد داشته به عنوان محقق و مؤلف کتاب تاریخ طبیعی (پلینی) یک واقعه آتشفشانی را از نزدیک مورد مطالعه و مشاهده قرار دهد. دوم اینکه قصد داشته تا به دوستش رکتینا (Rectina) و خانواده‌اش که امکان گریز نداشتند، کمک کند. پلینی دوستش را پیدا نمی‌کند و پس از مدت کوتاهی اقامت در نزدیکی آتشفشان وزوو بر اثر استنشاق ممتد گازهای سمی و غبارهای آتشفشانی کشته می‌شود. 

## ایران در نوشته‌های پلینی
در نوشته‌های پلینی از شاهان، شهرها، طوایف و وضع طبیعی ایران بسیار یاد شده‌است.